# プルロヴィア
プルロヴィア（学名：Purlovia）は、ペルム紀後期のロシアに生息した、テロケファルス亜目の獣弓類の絶滅した属。植物食性。Nanictidopidae 科に属する南アフリカの Nanictidops に近縁である。化石はニジニ・ノヴゴロド州の Tonshayevsky 地方で発見され、タイプ種は2011年に Mikhail F. Ivakhnenko により Purlovia maxima と命名された。
他のテロケファルス亜目の属と比較して、プルロヴィアは側頭部が広いため非常に幅広な頭骨を持ち、上から見ると頭骨は大まかに三角形をなす。頭骨長は約20センチメートルに達し、その半分は後眼窩領域にある。犬歯が巨大である一方で上下の顎に沿った頬の歯は小さい。下顎は頑強で上方へ湾曲し、2つの顎のそれぞれ半分が繋がる領域が卓越している。